# Кампелу (Байан)
Кампелу (порт. Campelo) — район (фрегезия) в Португалии, входит в округ Порту. Является составной частью муниципалитета Байан. По старому административному делению входил в провинцию Дору-Литорал. Входит в экономико-статистический субрегион Тамега, который входит в Северный регион. Население составляет 2775 человек на 2001 год. Занимает площадь 16,39 км².